# Бетлиця
Бетлиця — селище в Калузької області Росії, адміністративний центр Куйбишевського району, центр сільського поселення «Селище Бетлиця».

## Географія
Селище Бетлиця розташоване за 170 км на південний захід від Калуги, залізнична станція на лінії Фаянсова — Рославль.

## Історія
Бетлиця заснована на початку 30-х років XX століття, як селище при залізничній станції на лінії Фаянсова — Рославль.
З 13 березня 1945 року селище стає районним центром Куйбишевського району.